# Hans Selye
Hans Selye (Vienna, 26 gennaio 1907 – Montréal, 16 ottobre 1982) è stato un medico austriaco naturalizzato canadese.
Figlio di madre austriaca e padre ungherese, cresciuto a Komárno, è ricordato per le ricerche effettuate sullo stress e per la "sindrome generale di adattamento" da lui identificata e descritta.

## Biografia
Nel 1936 viveva a Montréal dove lavorava come ricercatore alla McGill University. I suoi esperimenti consistevano nell'iniettare quotidianamente una sostanza a dei ratti per testarne gli effetti, e su questi animali aveva poi riscontrato:
- Ulcere peptiche
- Atrofia dei tessuti del sistema immunitario
- Ingrossamento delle ghiandole surrenali

Gli stessi sintomi si potevano riscontrare anche nei ratti in cui era stata iniettata quotidianamente una soluzione fisiologica (innocua).
Questi animali avevano in comune solamente il fatto di aver subito quotidianamente delle iniezioni, quindi i sintomi che presentavano potevano essere una risposta dell'organismo ad un fattore esterno. Selye cercò di dimostrare la sua tesi sottoponendo gruppi di topi all'esposizione a temperature molto elevate o molto basse, a tossine, rumori forti e agenti patogeni. Effettivamente furono riscontrati gli stessi effetti.
Il termine usato per descrivere questa situazione ("stress") fu mutuato dalla fisica (indicava lo sforzo o la tensione a cui era sottoposto un materiale); Selye lo impiegò per indicare la "risposta aspecifica dell'organismo ad uno stimolo negativo", noto anche come stressor. Nacque così la disciplina fisiologica dello stress.

## Opere
Fra i suoi scritti:
- The Stress of Life (1956)
- From Dream to Discovery: On Being a Scientist (1964)
- Stress without Distress (1976).